# Вальцовый кристаллизатор
Вальцовый кристаллизатор (англ. Drum Flacker) — установка, служащая для переработки материала из расплавленного состояния в твёрдый продукт определённой формы. Затвердевание расплавленного материала происходит за счёт его охлаждения до температуры кристаллизации.
На сегодняшний день в производстве используются несколько видов затвердевшего расплава: пластинки, пастилки и гранулы. Наиболее часто применяются пластинки, производимые вальцовыми кристаллизаторами.

## Принцип действия кристаллизатора
Расплавленный материал равномерно наносится на непрерывно вращающийся барабан установки. За счёт определённой вязкости расплав прилипает к барабану кристаллизатора. Во время вращения барабана происходит передача тепла через стенку барабана от продукта к охлаждающей жидкости, распределяемой внутри барабана, при этом материал охлаждается до температуры кристаллизации и затвердевает. После одного оборота барабана затвердевший продукт снимается с помощью специального ножа. Во время этого процесса конечный продукт приобретает форму пластинок.